# Union de la jeunesse communiste (Tchéquie)
Pour les articles homonymes, voir Union de la jeunesse communiste.

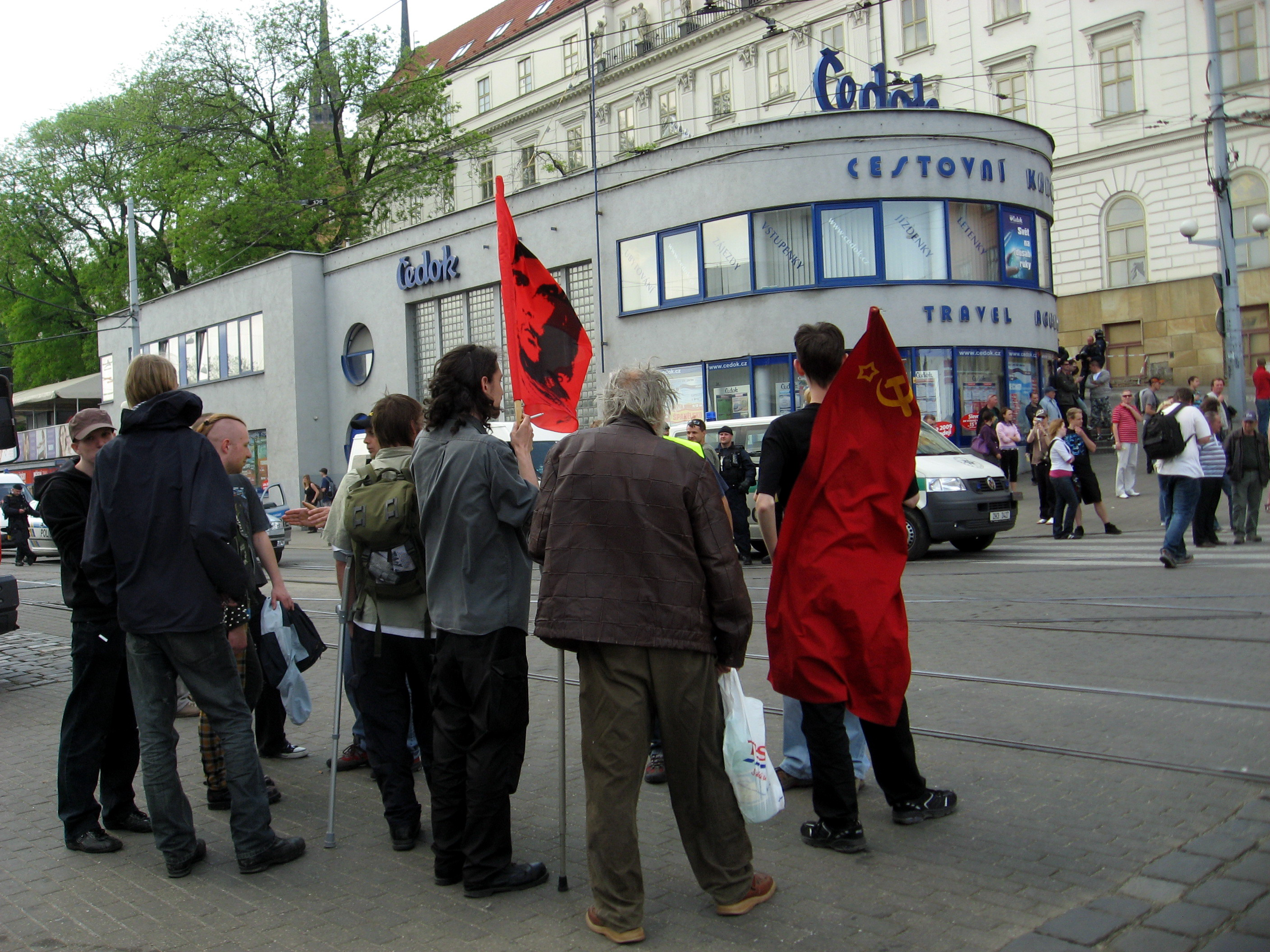
Des membres de l'Union de la jeunesse communiste discutant avec la police en 2009

L’Union de la jeunesse communiste, Komunistický svaz mládeže en tchèque est l'organisation de jeunesse du Parti communiste de Bohême et Moravie. Fondée en 1990 et officiellement constituée en association en 1993, elle a été officiellement interdite en 2006 en vertu de la loi tchèque 83/1990. Cette loi édicte l'interdiction de partis politiques et d'associations qui se réclament de la révolution, de l'abolition de la propriété privée et de la suppression du capitalisme.
Pour autant, malgré cette interdiction, la KSM continue d'être active en République tchèque.
« Ce 1er septembre 2009, l'Union de la jeunesse communiste de République tchèque (KSM) a reçu le jugement prononcé par la Cour suprême administrative de République tchèque sur l’affaire de l'interdiction de la KSM. La Cour suprême administrative de République tchèque, saisie en appel extraordinaire par la KSM, a annulé le jugement de 2008 par lequel la Cour municipale de Prague a rejeté le recours administratif déposé par la KSM contre la décision du ministère de l'Intérieur de la République tchèque de dissoudre la KSM. »